# Romántico (caballo)
Romántico (1935) fue un caballo zaino uruguayo, hijo de los uruguayos Caboclo y Rosaflor (por Stayer). Fue el mejor purasangre de carreras uruguayo de todos los tiempos. Ganó dos veces, 1938 y 1939, el Gran Premio Carlos Pellegrini en Argentina, por dos veces, 1939 y 1940, el Gran Premio José Pedro Ramírez, la Polla de Potrillos uruguaya y el Gran Premio Nacional en Uruguay. Denominado El petizo sin par o El petizo valiente, era chico y compacto.